# معجم

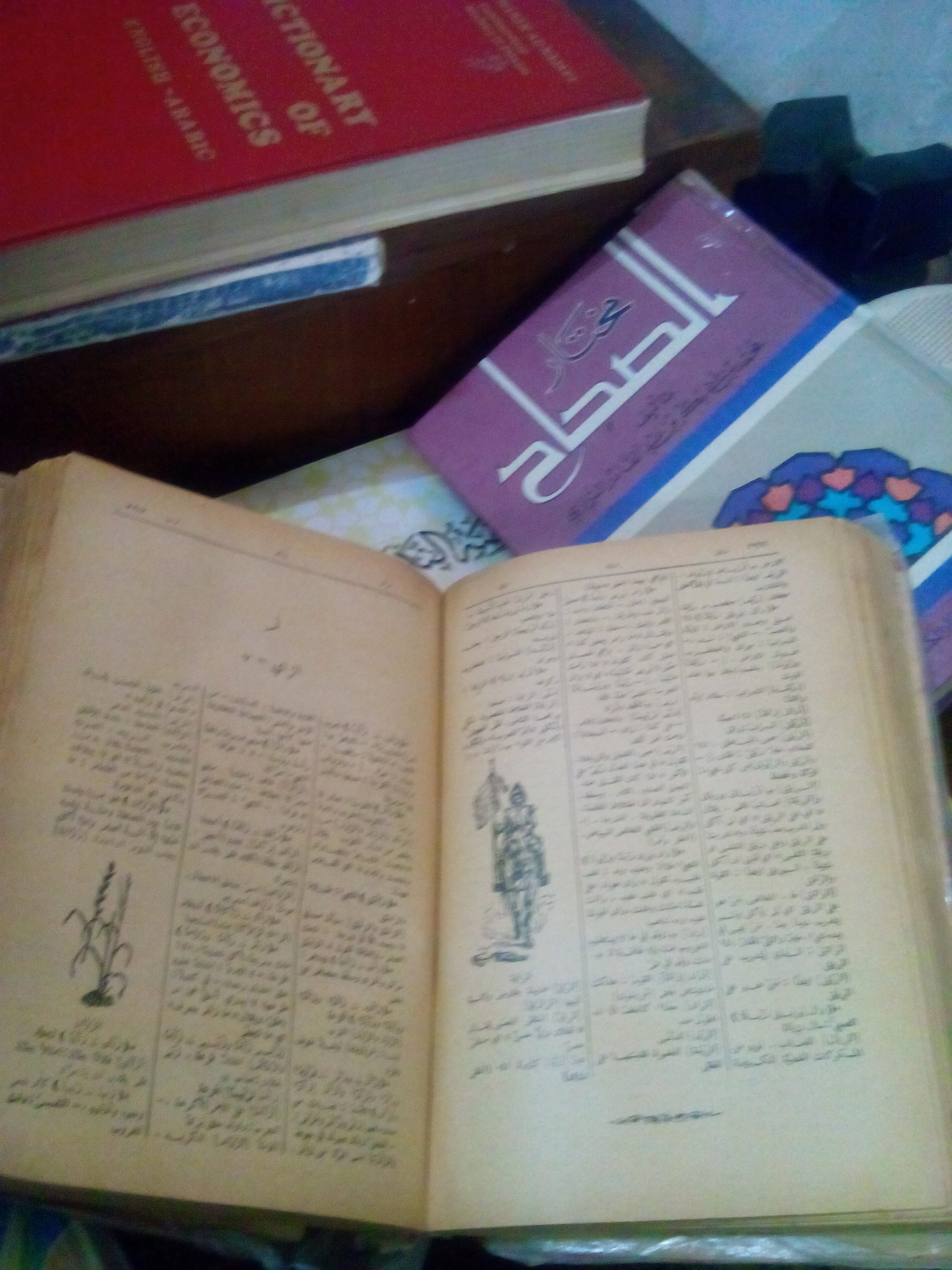
صورة لكتاب المنجد في اللغة والأعلام وكتاب مختار الصحاح وهما من معاجم اللغة العربية

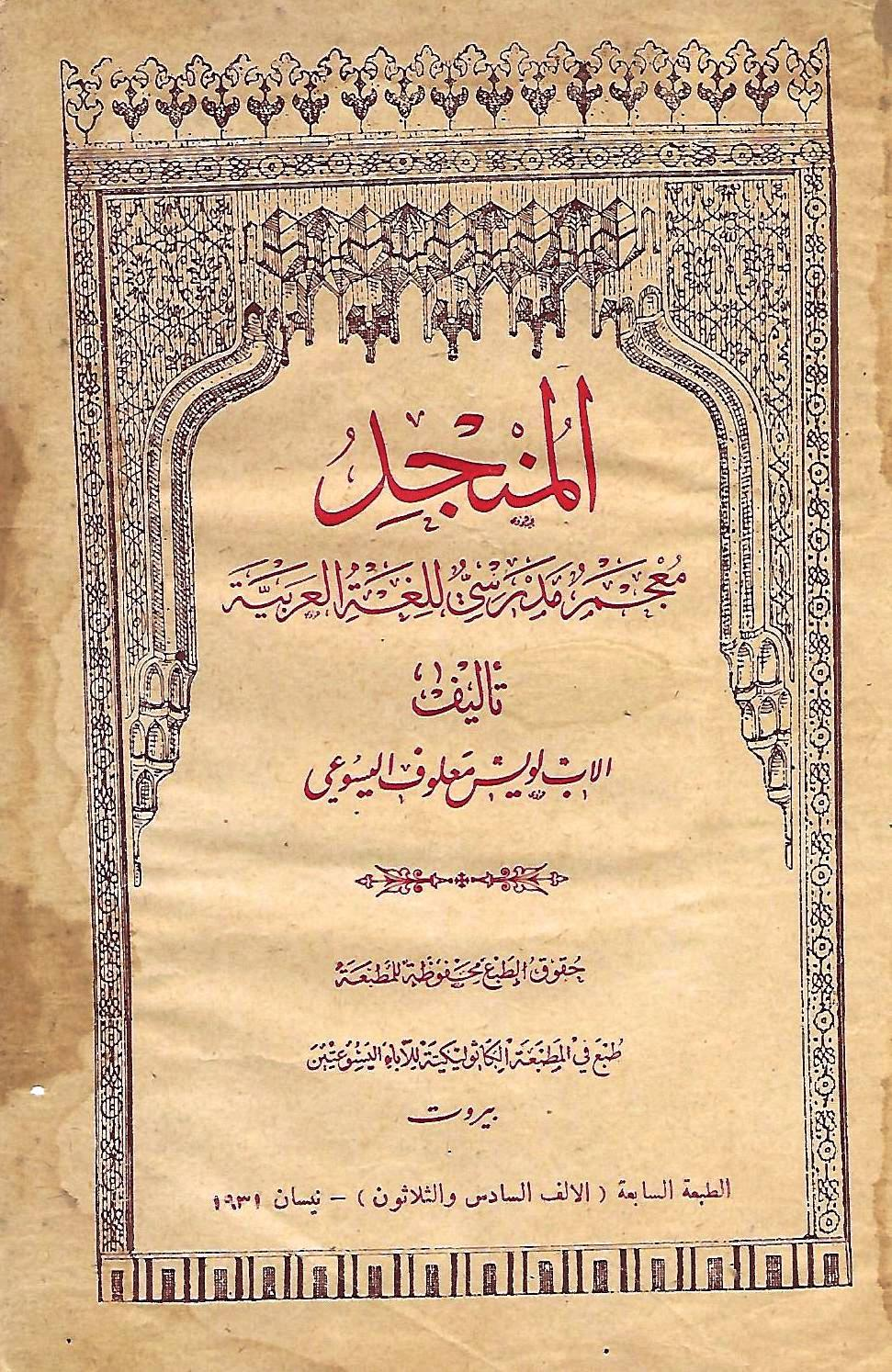
الصفحة الأولى من كتاب المنجد في اللغة والأعلام وهو معجم مدرسي للغة العربية

المُعجَم «كل قائمة تجمع كلمات في لغة معينة، على نسق منطقي معين، وتهدف إلى ربط كل كلمة منها بمعناها، وإيضاح علاقتها بمدلولها».

## المصطلح والتأصيل
(المعجم وجمعه معجمات ومعاجم، أو معاجيم)، وهو اسم مشتق من فعل (أعجَمَ)، أي أزال العُجمة. قال ابن جني: (أعجمتُ الكتابَ: أزلتُ استعجامه). والمُعْجَم كتاب يشتمل على عدد كبير من مفردات اللغة مرتبة ترتيبا معينا، مقرونة بطريقة نطقها وشرحها وتفسير معانيها.
ومن الأخطاء الشائعة عند الناس أنهم يستعملون كلمة «قاموس» مرادفة لكلمة معجم، ومعنى القاموس في اللغة هو البحر العظيم، لا المعجم. وسبب هذه التسمية جاء من اسم أشهر معجم عربي، وهو القاموس المحيط لمؤلفه الفيروز آبادي. فصار بعض الناس لشدة شهرة القاموس المحيط يُسمُّون كل معجم قاموساً. وهذا خطأ. ولفظ قاموس في الوقت الحاضر من الشائع أن يطلق أكثر على الكتب التي فيها ترجمة كلمات من لغة إلى لغة أخرى. وهذا خطأ أيضاً. والصواب هو استعمال كلمة معجم لكل أنواع المعاجم، وإبقاء كلمة القاموس اسم علم لمعجم محدد، هو الذي ألفه الفيروزآبادي حصراً.

## نبذة تاريخية
التأليف المعجمي (وهو تأليف كتب المعاجم) قديم قدم الحضارات الإنسانية، فالأمم السابقة ذات الحضارات القديمة وضعت الأسس الأولى للمعاجم في شكل تصنيف رسائل وجدت آثارها في بعض مكتبات العالم.
- البابليون والأشوريون: عرفوا هذا النوع من التأليف في القرن الخامس قبل الميلاد، حيث عُثِرَ على ألواح خزفية تحوي إسطوانات رأسية في المكتبة الأشورية في بلدة نيانيقيا تشمل تفسيرات للغة الأشوريين والبابليين وهي نفس الوظيفة الأساسية للمعاجم الحديثة.
- اليونانيون والرومان: عرفوا تأليف المعاجم في القرن الثالث قبل الميلاد ومن أشهر الشخصيات اليونانية التي كان لها مساهمة في وضع المعاجم الأولية هم:
  - أرسطو فانس البيزنطي: (ت. 180ق.م) حيث كان أمين مكتبة الإسكندرية وقام بعمل قائمة بالكلمات اليونانية الغريبة والصعبة وقام بتفسيرها وتحديد معانيها.
  - بامقليوس السكندري: (ت. 6م) قام بكتابة معجم في 96 كتابا ضمت كل المعاجم التي سبقته.
  - إليوس دينسيوس: (ت. 120م) ألف معجما للكلمات الأثينية (الخاصة بأهل أثينا) في عشرة كتب. ويعد اليونانيون آباء المعاجم الغربية الحديثة.
- الصينيون ألفوا معاجم كثيرة منها ما هو مرتب بحسب المعنى وما هو مرتب بحسب الرمز الكتابي للكلمة. ولم يعرفوا الترتيب بحسب اللفظ الا في القرن السادس الميلادي وقد كان أول معجم صيني مرتب بحسب اللفظ هو معجم هوفاين الذي ألف بين عامي (581-601م).
- الهنود وكان تأليف المعاجم لديهم يهتم بشرح ألفاظ نصوصهم الدينية وأشعارهم. ومن أقدم المعاجم الهندية هو معجم الأماراكاكا والذي يرجع تاريخ تأليفه إلى القرن الخامس الميلادي.

## تطور المعجم العربي
بدأت فكرة المعجم عند العرب بعد نزول القرآن الكريم، ودخول غير العرب في الإسلام واستعصاء بعض مفردات القرآن على الكثير منهم. مما استدعى شرح غريب القرآن والحديث ولغة العرب عموما.
وكانت أولى الرسائل المعجمية في القرآن الكريم تنتسب لعبد الله بن العباس (ت. 68 هـ/678م)، أجاب فيها على أسئلة نافع بن الأزرق (ت. 65هـ/684م) والمسماة مسائل نافع بن الأزرق في القرآن.
ثم توالت الرسائل في هذا المجال ومنها:
- غريب القرآن لأبي سعيد أبان بن تغلب المعروف بالجريري (ت. 141 هـ/758م).
- تفسير غريب القرآن لأبي عبد الله مالك بن أنس بن مالك (ت. 179 هـ/795م).

## المعجم العربي
ظهرت المعاجم العربية بمعناها العام والشامل لمفردات اللغة العربية في النصف الثاني من القرن الثاني الهجري وفيما يلي بعض المعاجم العربية وطريقة التبويب والتصنيف التي اتبعها مؤلف كل معجم:
| المعجم                                  | المؤلف                      | عام الإصدار الأوّل التقريبيّة      | ترتيب المفردات                  |
| --------------------------------------- | --------------------------- | -------------------------------- | ------------------------------- |
| العين                                   | الخليل بن أحمد الفراهيدي    | قبيل وفاة المؤلّف في 170هـ، 786م  | طريقة المخارج                   |
| البارع في اللغة                         | أبو علي القالي              | وفاة المؤلّف في 356هـ، 967م       | طريقة المخارج                   |
| تهذيب اللغة                             | أبو منصور الأزهري           | 616هـ، 1220م                     | طريقة المخارج                   |
| المعجم الوسيط                           | مجمع اللغة العربية بالقاهرة | 1380هـ، 1960م                    | الطريقة الألفبائية بحسب الأوائل |
| تاج اللغة وصحاح العربية المعروف بالصحاح | أبو العباس الجوهري          | 1375هـ، 1956م                    | الطريقة الألفبائية بحسب الأواخر |
| أساس البلاغة                            | الزمخشري                    | قبيل وفاة المؤلّف في 538هـ، 1144م | الطريقة الألفبائية بحسب الأوائل |
| لسان العرب                              | ابن منظور                   | 711هـ، 1312م                     | الطريقة الألفبائية بحسب الأواخر |
| القاموس المحيط                          | الفيروز آبادي               | قبيل وفاة المؤلّف في 817هـ، 1415م | الطريقة الألفبائية بحسب الأواخر |
| تاج العروس من جواهر القاموس             | مرتضى الزبيدي               | 1395-1422هـ، 1965-2001م          | الطريقة الألفبائية بحسب الأواخر |
| التكملة والذيل والصلة                   | رضي الدين الصغاني           | 1390-1399هـ، 1970-1979م          | الطريقة الألفبائية بحسب الأواخر |

## أنواع المعاجم
تتنوع المعاجم بتنوع أهدافها ومناهجها ومن حيث مادتها بحسب العموم والخصوص...إلخ. وفيما يلي ذكر لأهم أنواع المعاجم:

### المعاجم بحسب الهدف
وتعني بذلك تصنيف المعاجم بحسب ما يحتاجه الدارس: فهناك من يبحث عن معنى لفظ معين أو معرفة لفظ مناسب لمعنى ما يريده وتنقسم بدورها إلى ثلاثة أنواع هي:
- معاجم الألفاظ مثل معجم الصحاح والقاموس المحيط.
- معاجم المعاني مثل معجم المخصص لابن سيده.
- معاجم الأبنية مثل معجم ديوان الأدب لأبي إبراهيم الفارابي.

### المعاجم بحسب المنهج
تختلف المعاجم باختلاف ترتيب مفرداتها وهناك أكثر من طريقة لترتيب المفردات، وللمعاجم العربية أربعة طرق رئيسية في ترتيب المفردات وهي:
- المعاجم الصوتية التقليبية حيث يتم ترتيب المفردات بحسب مخارج الأصوات، فالمفردات التي تحتوي على أعمق صوت تذكر أولاً، ثم الأقل عمقاً وهكذا ومن الأمثلة عليها معجم العين للخليل بن أحمد.
- المعاجم الألفبائية التقليدية مثل سابقاتها ولكن لكل صوت يتم ترتيب حروفه هجائياً وليس بالضرورة صوتياً فإذا تشابه حرفان في الصوت يتم ترتيبهما هجائياً، ومن الأمثلة على هذا النوع من المعاجم معجم الجمهرة في علم اللغة لابن دريد
- المعاجم الألفبائية بحسب الأواخر وتسمى معاجم القافية ويتم ترتيب المفردات بها حسب الترتيب الهجائي ولكن ابتداء من الحرف الأخير للمفردة فالكلمات التي تنتهي بحرف الهمزة يتم الابتداء بها. ومن الأمثلة على هذا النوع معجم لسان العرب.
- المعاجم الألفبائية بحسب الأوائل وهي المعاجم التي ترتب مفرداتها هجائيا وبحسب أول حرف من الكلمة ويتم وضع الكلمات التي تبدأ بنفس الحرف في باب يحمل نفس الحرف ومن أشهر المعاجم التي تتبع هذه الطريقة معجم أساس البلاغة للزمخشري.

### المعاجم المتخصصة
وهي المعاجم التي توجه اهتمامها إلى فئة معينة من الباحثين، فتقتصر على تسجيل المفردات التي تفي بحاجاتهم الخاصة مثل المعاجم الطبية والعلمية والهندسية والجغرافية والأعلام.
ومن أهم المعاجم المتخصصة التي صدرت مؤخراً عن مجمع اللغة العربية بالقاهرة معجم مصطلحات الفنون الجميلة وهو معجم موسوعي، يشتمل على ما يزيد عن ألفَي مصطلح، تغطي شتى مجالات الفنون الجميلة والتشكيلية والبصرية، قام على إعداده نخبة من اللغويين والمتخصصين، من بينهم: فاروق شوشة - صلاح فضل - ياسر منجي - محمود الربيعي - حسنين ربيع - حماسة عبد اللطيف - فتوح أحمد

### المعاجم بحسب وحدة اللغة وتعددها
وهذه المعاجم وبحسب تسميتها تنقسم إلى قسمين وذلك نظراً لأهمية تواجدها بين أيدي الباحثين وهي:
- معاجم أحادية اللغة وهي المعاجم التي تقتصر في مهمتها على الانشغال بألفاظ لغة واحدة معينة، ومعاني هذه الألفاظ، كما هو الحال في جميع المعاجم العربية القديمة منها والحديثة.
- معاجم متعددة اللغة وهي المعاجم التي تشتمل على مفردات لغة معينة وتقوم بترتيبها بحسب المنهج المتبع في هذه اللغة ثم يتم ذكر ما يقابلها في لغة آخرى وتسمى ثنائية اللغة أو في لغتين وتسمى ثلاثية اللغة، كما هو الحال في القواميس الحديثة، ومن أشهر الأمثلة على المعاجم متعددة اللغة كتاب المورد.

## أهمية المعاجم
ترجع أهمية المعاجم إلى أنها تحمل العديد من ألفاظ اللغة ومعانيها، وهذا ما لا يمكن أن يحيط به أي شخص مهما كان واسع الاطلاع، كما أن مفردات اللغة تختلف بين أبنائها بحسب ثقافتهم، فهناك الكلمات التي تستخدم بشكل عامي ويومي وهناك الكلمات الأدبية والكلمات المتخصصة، كما أن الاحتكاك والتداخل مع اللغات الأخرى تحت أي ظرف يولد مفردات جديدة لم تكن في أصل اللغة، ويكاد أن يكون هناك جزم بأنه لا توجد لغة حية الآن إلا وقد استعارت مفردات من لغات أخرى.
فكان لابد من وجود المعاجم لأجل ترتيب وتصنيف مفردات اللغة وتبيين معانيها في أسلوب سهل وميسر على أبناء اللغة نفسها ومن هنا يمكن أن نقول بأن مهمة المعاجم تندرج بتوفير ثلاث معلومات عن أي مفردة أو لفظ وهذه المعلومات هي:
- اللفظ والهجاء بحيث أنه من المعروف انه ليس كل ما يكتب ينطق، فكان على المعاجم مهمة تقديم معلومات عما يكتب ولا ينطق، وتوضيح أي خطأ في نطق مفردة ما.
- التحديد الصرفي حيث يقوم المعجم بتحديد نوع الكلمة: اسم، فعل، صفة... والمذكر منها والمؤنث وتوضيح تعديها ولزومها وصورها الاشتقاقية وما إلى ذلك من أمور الصرف.
- الشرح وهو بيان معنى الكلمة وهي الوظيفة الأساسية لأي معجم، ويمكن أن يكون للكلمة الواحدة أكثر من معنى فيتم توضيح ذلك بأمثلة فعلية أو على الأقل بالإشارة إلى مجال استخدامها.

المعاجم العربية والفارسية